# El gato de las 9 colas
Il gatto a nove code (titulada El gato de las 9 colas en España e Hispanoamérica) es una película rodada en 1971 por Dario Argento que continúa su primera trilogía, la de los animales compuesta por L'uccello dalle piume di cristallo, ésta y 4 mosche di velluto grigio.

## Argumento
Franco Arno es ciego y antes de perder la vista trabajaba como periodista. Él y su sobrina Lori escuchan de camino a casa y en la oscuridad de la noche una siniestra conversación entre un ladrón y un chantajista.
La discusión termina en asesinato. Consternado al no haber podido evitarlo y, a pesar de su invalidez, Franco unirá sus esfuerzos con el periodista Carlo Giordani para revelar el misterio que se oculta tras una enrevesada trama de espionaje industrial, crímenes brutales y la teoría de que las tendencias psicóticas de un individuo pueden ser descubiertas estudiando la configuración de sus cromosomas.